# Emilian Pavel
Emilian Pavel (ur. 25 października 1983 w Saloncie) – rumuński polityk, deputowany do Parlamentu Europejskiego VIII kadencji.

## Życiorys
Z wykształcenia inżynier, został dyrektorem prywatnego przedsiębiorstwa. Zaangażował się w działalność polityczną w ramach Partii Socjaldemokratycznej, objął m.in. funkcję wiceprzewodniczącego organizacji młodzieżowej (TSD). Od 2013 pełnił obowiązki dyrektora jednego z departamentów w ministerstwie zdrowia. W 2012 został wybrany na radnego okręgu Bihor.
W wyborach europejskich w maju 2014 z ramienia lewicowej koalicji skupionej wokół PSD kandydował do PE VIII kadencji. Mandat europosła objął w listopadzie tego samego roku w miejsce Coriny Crețu. Dołączył do grupy Postępowego Sojuszu Socjalistów i Demokratów.